# Gorgonolaureus helenae
Gorgonolaureus helenae is een kreeftachtigensoort uit de familie van de Synagogidae. De wetenschappelijke naam van de soort is voor het eerst geldig gepubliceerd in 2004 door Kolbasov.